# Musicultura

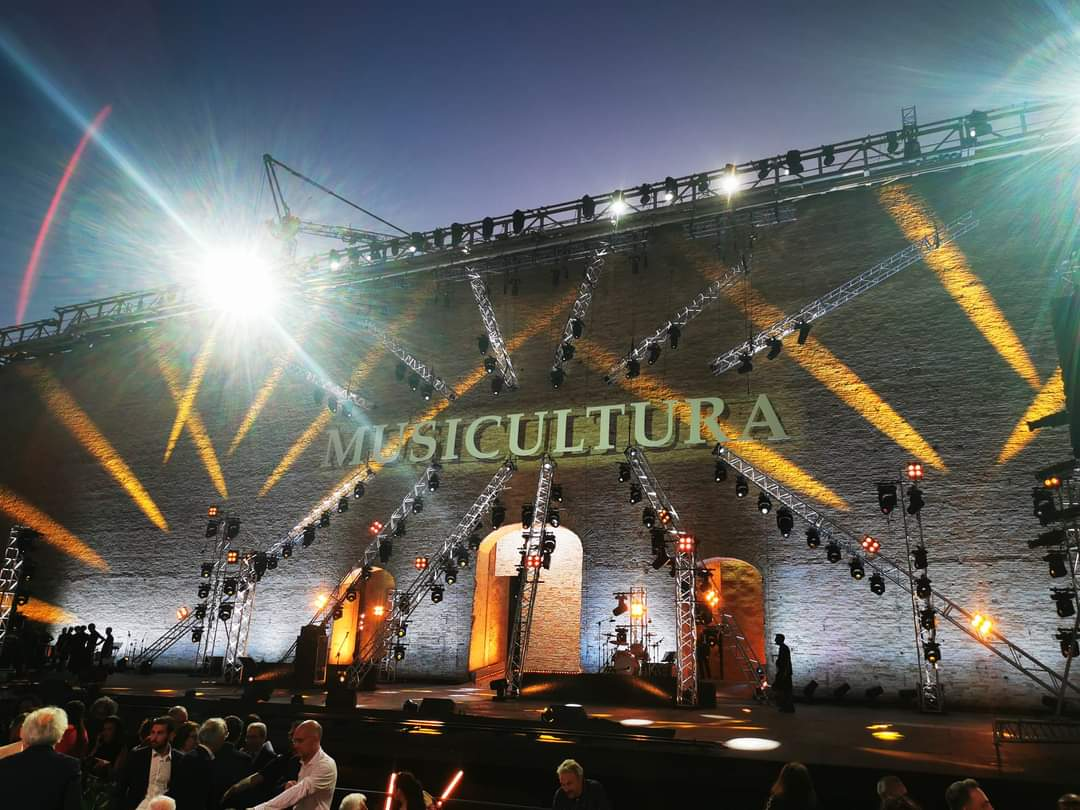
Musicultura 2022

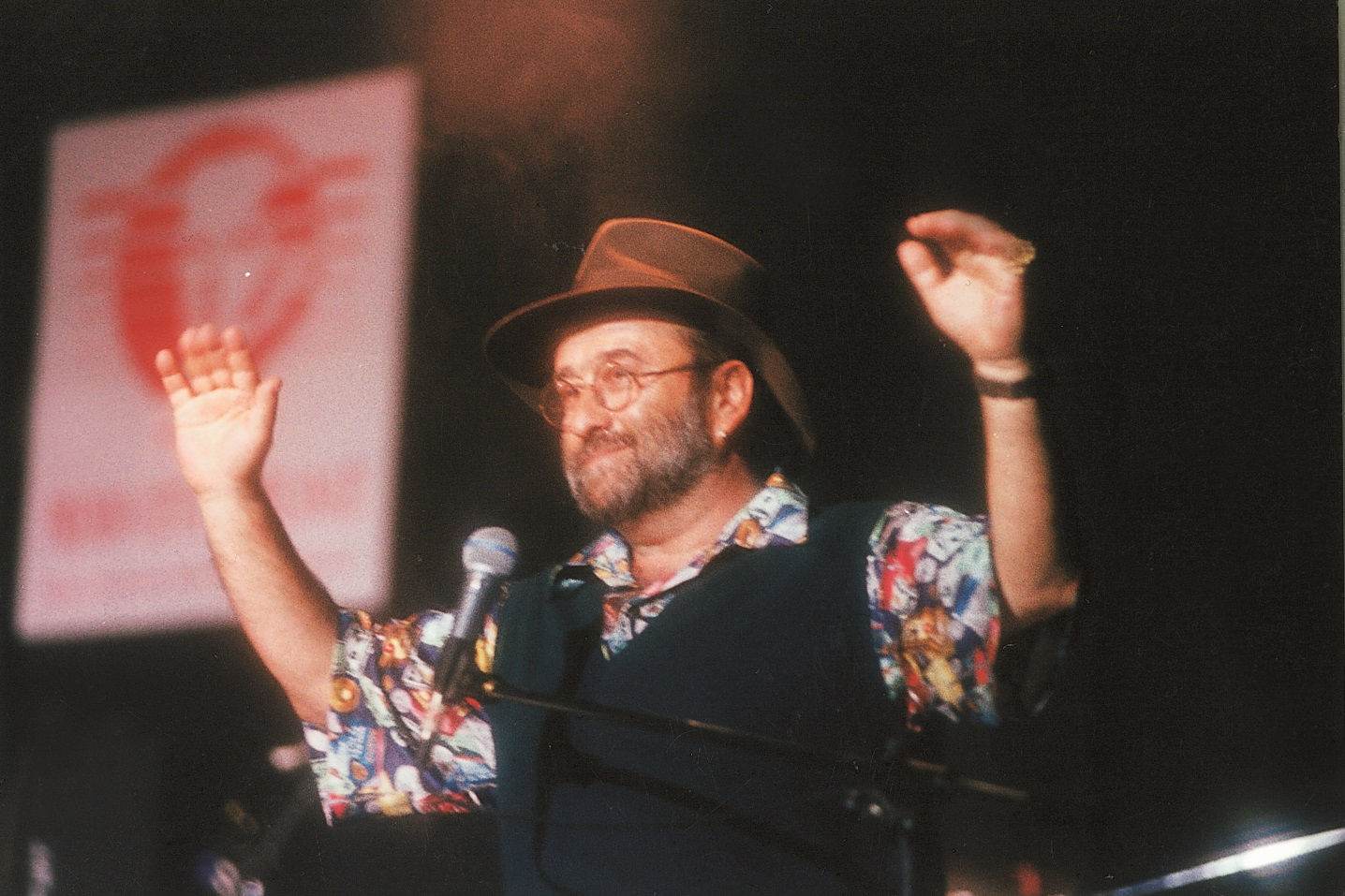
Lucio Dalla a Musicultura 1994

Musicultura è un festival musicale. Nato nel 1990 come Premio Città di Recanati, cambia con la denominazione attuale nel 2005 quando si trasferisce allo Sferisterio di Macerata.
Il festival è dedicato alle nuove promesse fra i cantautori della musica popolare e d'autore contemporanea. Dal 1996 è affiancato da Lunaria, manifestazione dove coppie di ospiti (uno musicale e l'altro del mondo della poesia, della letteratura e del cinema) si confrontano, discutono e intrattengono il pubblico.

## Fasi
Il festival si svolge in diverse fasi.
Ad ogni partecipante sono richieste due canzoni di cui sia autore e/o interprete. Fra questi viene selezionata una rosa di concorrenti che partecipano alle audizioni dal vivo, al termine delle quali rimangono 16 artisti selezionati dalla commissione d'ascolto del festival.
Di questi solo la metà partecipa alle tre serate finali:
- cinque vengono scelti da un Comitato artistico di garanzia, che raccoglie personalità della musica e della letteratura (tra cui Francesca Archibugi, Enzo Avitabile, Claudio Baglioni, Diego Bianchi, Luca Carboni, Alessandro Carrera, Ennio Cavalli, Carmen Consoli, Simone Cristicchi, Gaetano Curreri, Teresa De Sio, Niccolò Fabi, Giorgia, Dacia Maraini, Mariella Nava, Gino Paoli, Ron, Vasco Rossi, Enrico Ruggeri, Paola Turci, Roberto Vecchioni, Sandro Veronesi);
- due sono selezionati dagli utenti che possono ascoltare, e quindi votare, i brani preferiti attraverso Facebook con il supporto di Rai Radio 1;
- uno da Musicultura.

Nelle serate conclusiva si esibiscono gli otto vincitori, tra cui il pubblico dello Sferisterio di Macerata decreta il vincitore assoluto, che riceve un premio da 20.000 euro. Vengono inoltre assegnati altri premi, fra cui la Targa della Critica, il premio per il miglior testo, il premio per la miglior musica ed il premio per la migliore interpretazione.

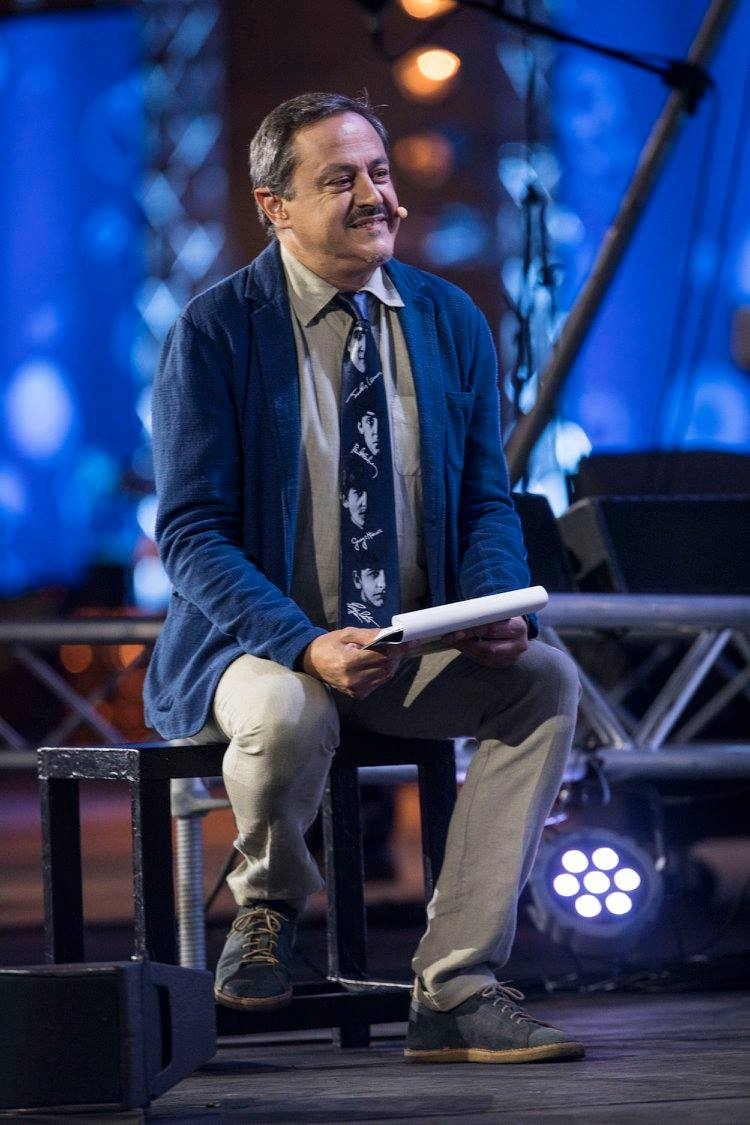
John Vignola a Musicultura 2018

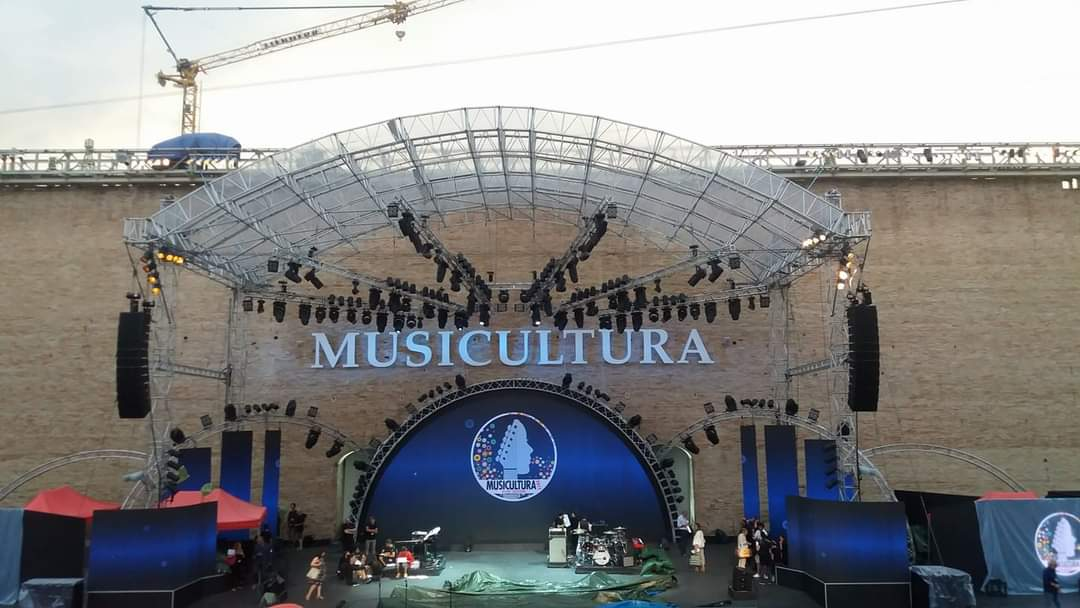
Il palco di Musicultura 2017 poco prima della diretta di Rai 1

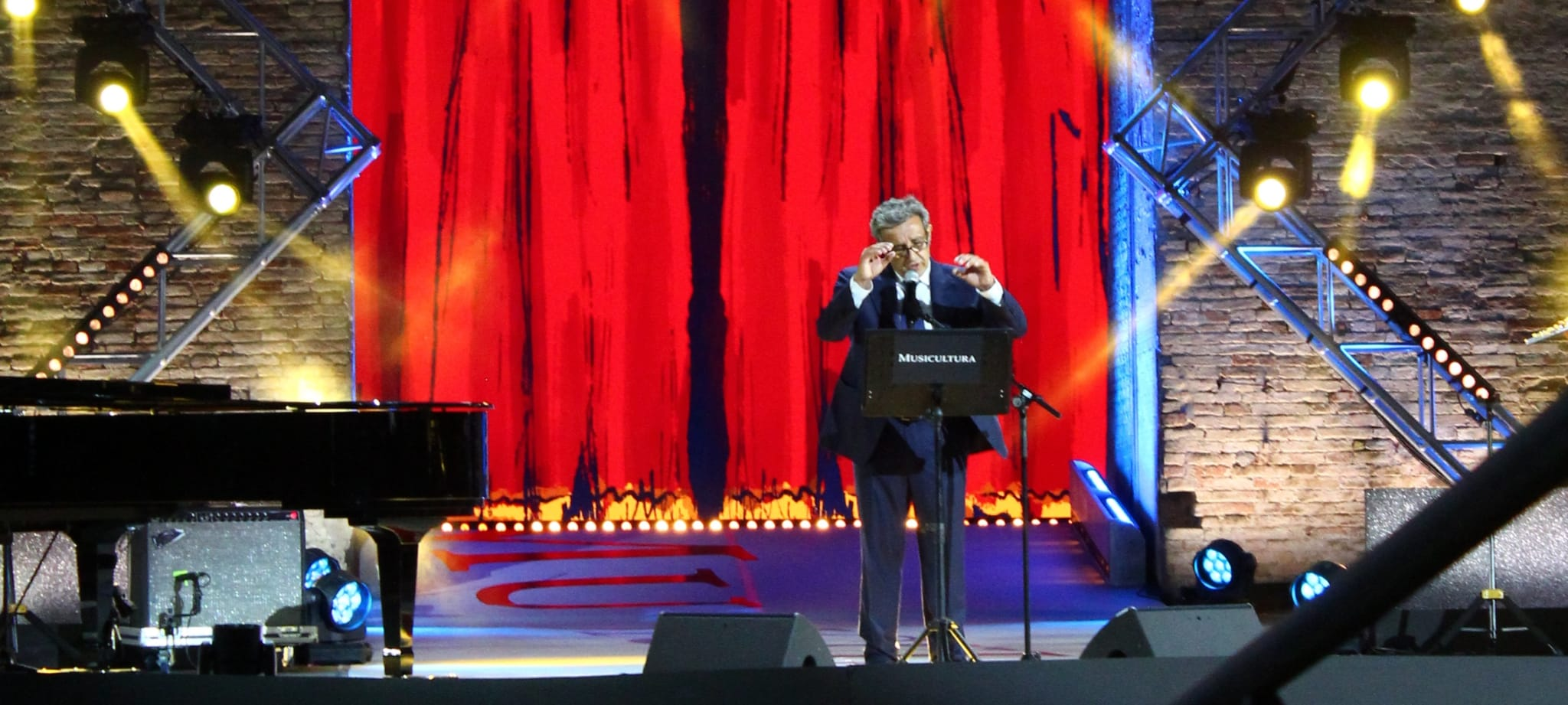
Flavio Insinna, conduttore di Musicultura 2023

Di ogni edizione viene pubblicato un CD contenente i brani dei 16 finalisti.

## Vincitori

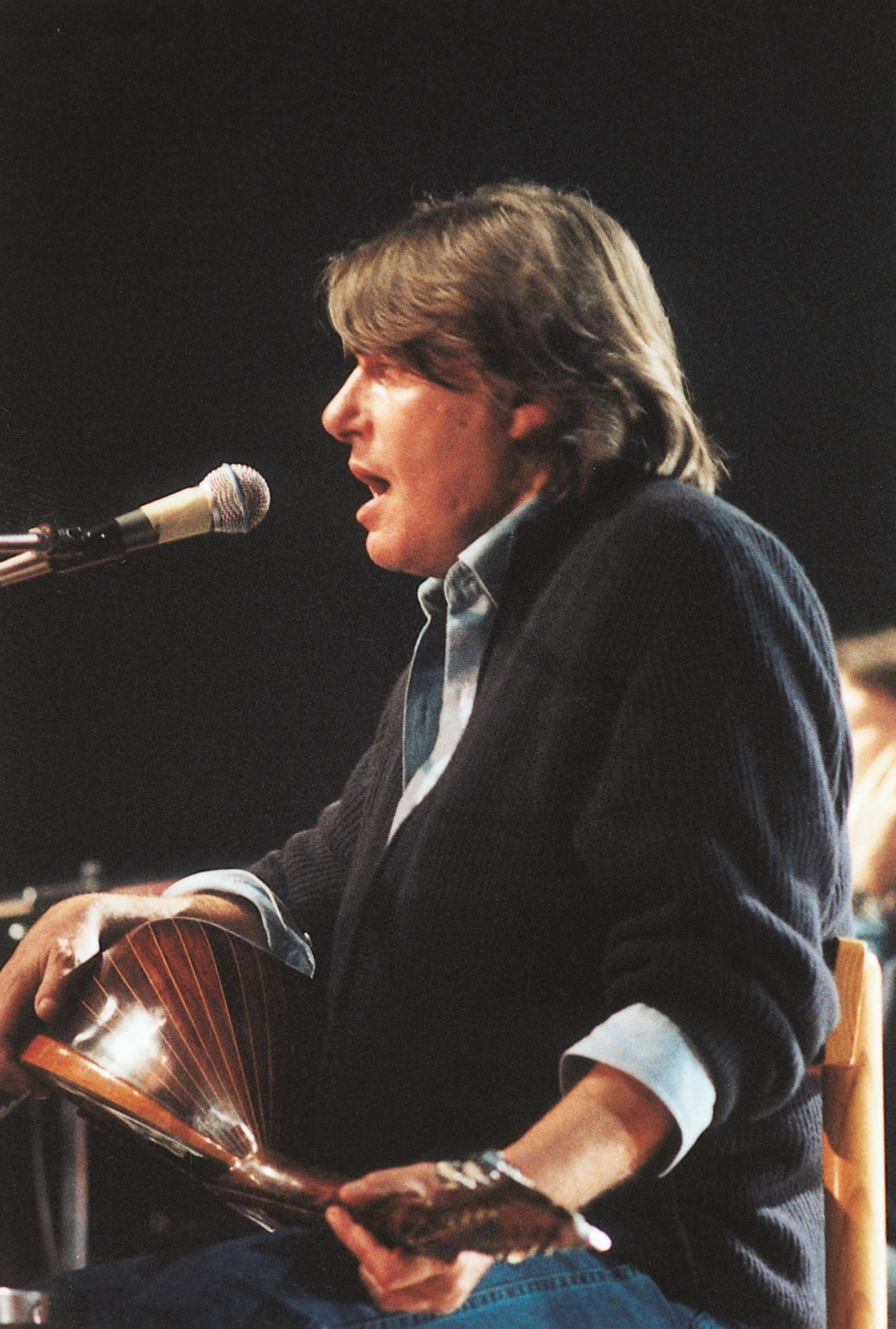
Fabrizio De André a Musicultura 1991

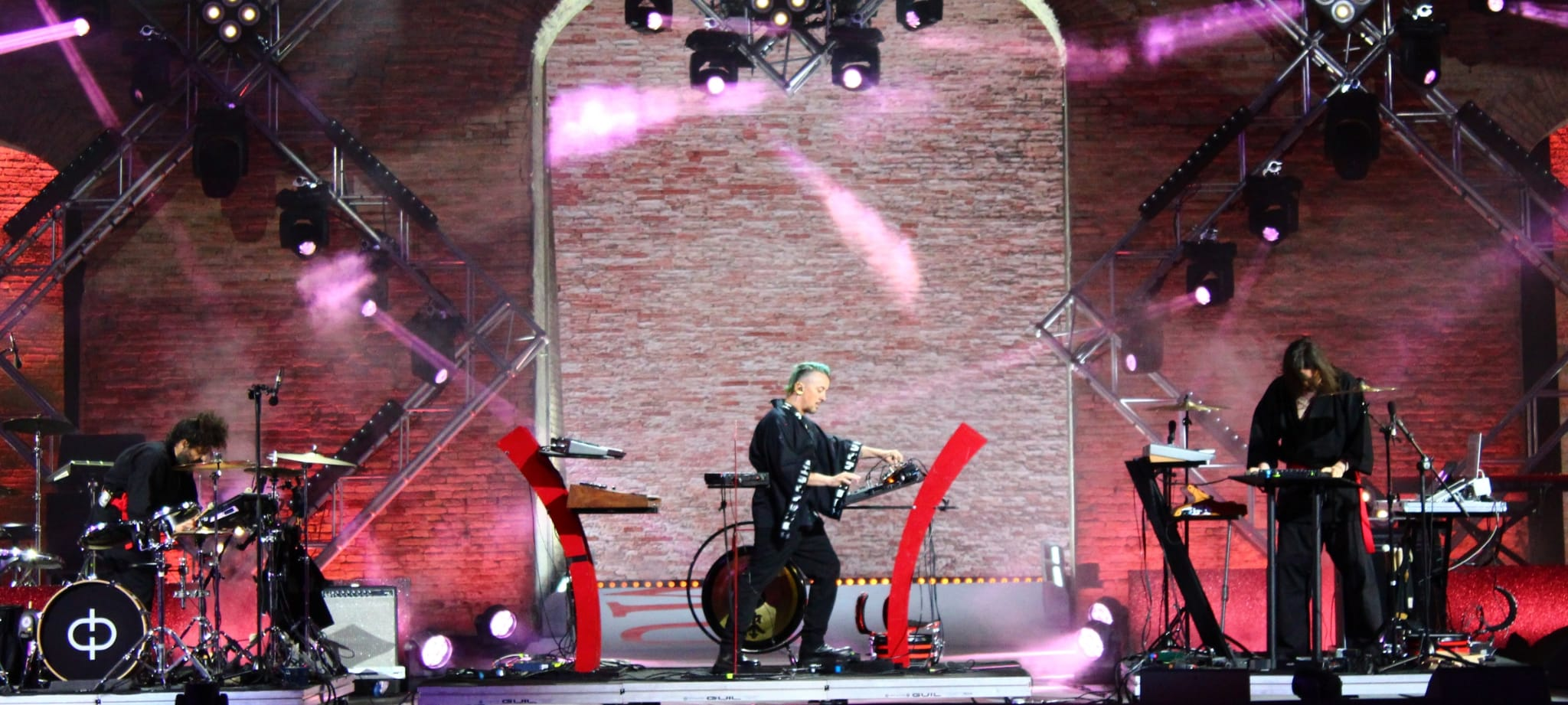
Dardust, Musicultura 2023

| Edizione | Anno | Vincitore assoluto                      | Vincitore assoluto                          | Premio della critica | Premio della critica         |
| Edizione | Anno | Artista                                 | Brano                                       | Artista              | Brano                        |
| -------- | ---- | --------------------------------------- | ------------------------------------------- | -------------------- | ---------------------------- |
| I        | 1990 | Nadia De Sanctis                        | In viaggio nello specchio                   |                      |                              |
| I        | 1990 | Oliviero Malaspina                      | Romanzo popolare                            |                      |                              |
| I        | 1990 | Gianni Mastinu                          | Nera                                        |                      |                              |
| I        | 1990 | Ezio Nannipieri                         | Metti alzarti che è un mattino              |                      |                              |
| I        | 1990 | Tomaso Romani                           | Lo guardava partire                         |                      |                              |
| I        | 1990 | Marco Maestri                           | Un'altra volta                              |                      |                              |
| I        | 1990 | Max Manfredi                            | Via G.Byron, Poeta                          |                      |                              |
| I        | 1990 | Marco Milozzi                           | E Marco canta                               |                      |                              |
| I        | 1990 | Lorenzo Riccardi                        | Ismaele                                     |                      |                              |
| I        | 1990 | Paolo Toschi                            | In viaggio                                  |                      |                              |
| II       | 1991 | F. Cassio & F. B. De Laura              | Su sole ballende                            |                      |                              |
| II       | 1991 | Lucilla Galeazzi                        | Il canto magico delle sirene                |                      |                              |
| II       | 1991 | Marco Maestri                           | Fino in fondo                               |                      |                              |
| II       | 1991 | Enzo Nardi                              | È arrivato ottobre                          |                      |                              |
| II       | 1991 | Angelo Ruggiero                         | Pinocchio                                   |                      |                              |
| II       | 1991 | Fabio Cicaloni                          | Il gioco delle parti                        |                      |                              |
| II       | 1991 | Marco Zuin                              | Figlio                                      |                      |                              |
| II       | 1991 | Oliviero Malaspina                      | Figlio di un do minore                      |                      |                              |
| II       | 1991 | A.Peroni & A. Bagnara                   | Tu non passerai                             |                      |                              |
| II       | 1991 | Antonio & Luigi Salis                   | Le donne nere                               |                      |                              |
| III      | 1992 | Carola Caruso                           | Carolina                                    |                      |                              |
| III      | 1992 | Marina Conti                            | La storia di tutti                          |                      |                              |
| III      | 1992 | Gianfranco Marra                        | Sona sona                                   |                      |                              |
| III      | 1992 | Valeria Nicoletta                       | A 'ra funtana                               |                      |                              |
| III      | 1992 | Fabio Puletti                           | Pescatori                                   |                      |                              |
| III      | 1992 | Pasquale Ziccardi                       | I giorni di festa                           |                      |                              |
| III      | 1992 | Daniela Colace                          | Cosa ha fatto Rosa                          |                      |                              |
| III      | 1992 | Aldo Giavitto                           | Histoire fantastique                        |                      |                              |
| III      | 1992 | Andrea Marzi                            | Marziani a Napoli                           |                      |                              |
| III      | 1992 | Ignazio Michele Pes                     | Sa limba sarda                              |                      |                              |
| III      | 1992 | Stefania Vendramin                      | Ieri                                        |                      |                              |
| IV       | 1993 | Flavio Brunetti                         | Bambuascè                                   |                      |                              |
| IV       | 1993 | Alfredo Franco                          | Lun-e                                       |                      |                              |
| IV       | 1993 | Luigi Licata                            | Vittorio                                    |                      |                              |
| IV       | 1993 | Oliviero Malaspina                      | Appunti su carta velina                     |                      |                              |
| IV       | 1993 | Ignazio Michele Pes                     | Bint'annos. (ammentos ballande)             |                      |                              |
| IV       | 1993 | Antonio Signorelli                      | Nun se pò cantà                             |                      |                              |
| IV       | 1993 | Marco Francini                          | Zingari                                     |                      |                              |
| IV       | 1993 | Gruppo Musicale di Costalta             | Note d'agosto                               |                      |                              |
| IV       | 1993 | Gianmaria Testa                         | Manacore                                    |                      |                              |
| IV       | 1993 | Fratelli Mancuso                        | Lu munnu bellu                              |                      |                              |
| IV       | 1993 | Silvio Rosi                             | Deriva                                      |                      |                              |
| IV       | 1993 | Antonio Lombardi                        | Anemia mediterranea                         |                      |                              |
| V        | 1994 | Azimut Nova                             | Aurora                                      |                      |                              |
| V        | 1994 | Manuel Dia                              | Facile                                      |                      |                              |
| V        | 1994 | Tiziano Gerosa                          | Una sera a Milano il mare                   |                      |                              |
| V        | 1994 | Marco Maestri                           | Concetti                                    |                      |                              |
| V        | 1994 | Valeria Nicoletta                       | Burrascata                                  |                      |                              |
| V        | 1994 | Claudia Pastorino                       | Canzone per mio padre                       |                      |                              |
| V        | 1994 | Cantodiscanto                           | Si turnasse Masaniello                      |                      |                              |
| V        | 1994 | Patrizia Di Donna                       | Juorno                                      |                      |                              |
| V        | 1994 | Cecilia Gonnelli                        | Nina                                        |                      |                              |
| V        | 1994 | Tina Nicoletta                          | Madama Dorè                                 |                      |                              |
| V        | 1994 | Gianmaria Testa                         | Un aeroplano a vela                         |                      |                              |
| V        | 1994 | Silvio Rosi                             | Pratolungo                                  |                      |                              |
| VI       | 1995 | Addosso agli Scalini                    | Vento di sud                                |                      |                              |
| VI       | 1995 | Diego Carè                              | Daje scinnò ce pioe                         |                      |                              |
| VI       | 1995 | Myriam Lattanzio                        | Terra e sangue                              |                      |                              |
| VI       | 1995 | Novalia                                 | Rama 'e Rosa                                |                      |                              |
| VI       | 1995 | Tomaso Romani                           | Spot                                        |                      |                              |
| VI       | 1995 | Maria Ventura                           | Esco                                        |                      |                              |
| VI       | 1995 | Andreasbanda                            | Filastrocca degli anni a venire             |                      |                              |
| VI       | 1995 | Antonella D'Anna                        | In fondo alla strada                        |                      |                              |
| VI       | 1995 | Luigi Licata                            | Femmene antiche                             |                      |                              |
| VI       | 1995 | Piste D'Api Trio                        | Non Varcare                                 |                      |                              |
| VI       | 1995 | Stefano Testa                           | Nun ce pensà                                |                      |                              |
| VI       | 1995 | Grazia Verasani                         | Devi morire                                 |                      |                              |
| VII      | 1996 | Paolo Besagno & i Canterini di S.Olcese | O trallallero canson de 'na vita            |                      |                              |
| VII      | 1996 | Luigi Cilumbriello                      | Noi qui prendiamo il sole nudi con i guanti |                      |                              |
| VII      | 1996 | Joko Vocale Concorde                    | Calore nordico                              |                      |                              |
| VII      | 1996 | Andrea Maffei Spritz Band               | Valparaiso 10/9/73                          |                      |                              |
| VII      | 1996 | G. Tasca & R. Donati                    | Beddu nostru Signuri                        |                      |                              |
| VII      | 1996 | Aldo Giavitto                           | Mir viln nisht shtarbn                      |                      |                              |
| VII      | 1996 | Tomaso Romani                           | Preghiera messicana                         |                      |                              |
| VII      | 1996 | Plastica Drastica                       | Il futuro senza storia                      |                      |                              |
| VIII     | 1997 | Balkan Air                              | Le rose di sangue                           |                      |                              |
| VIII     | 1997 | Andrea Maffei Spritz Band               | Mater et magistra                           |                      |                              |
| VIII     | 1997 | Quarta Parete                           | Collassando                                 |                      |                              |
| VIII     | 1997 | Etna Horo                               | Etna Horo                                   |                      |                              |
| VIII     | 1997 | Terrae                                  | Taranterra                                  |                      |                              |
| VIII     | 1997 | Mater Matuta                            | Nun c'è                                     |                      |                              |
| VIII     | 1997 | Siluet                                  | Ballata dell'amor beffato                   |                      |                              |
| VIII     | 1997 | Amagrà                                  | A chiazza                                   |                      |                              |
| VIII     | 1997 | Libra                                   | Libra                                       |                      |                              |
| VIII     | 1997 | Amarcord                                | Neve                                        |                      |                              |
| IX       | 1998 | Luigi Baudino                           | Vassapere...                                |                      |                              |
| IX       | 1998 | Btk                                     | Hobby                                       |                      |                              |
| IX       | 1998 | Gianluca Lo Presti                      | Il barone nero                              |                      |                              |
| IX       | 1998 | Giuseppe Mirabella                      | Tommi                                       |                      |                              |
| IX       | 1998 | Salvatore Testa                         | Barbone                                     |                      |                              |
| IX       | 1998 | Borgo Pirano                            | Giocattolaio                                |                      |                              |
| IX       | 1998 | Mattia Calvo                            | Nell'attesa di crescere                     |                      |                              |
| IX       | 1998 | Giampiero Mazzone                       | Il mare soltanto                            |                      |                              |
| IX       | 1998 | Sbam                                    | È il libero pensiero                        |                      |                              |
| IX       | 1998 | Zaméca                                  | L'oliva e l'olivastro                       |                      |                              |
| X        | 1999 | Mattia Calvo                            | Al bar                                      |                      |                              |
| X        | 1999 | Patrizia Di Donna                       | Il canto della luna nuova                   |                      |                              |
| X        | 1999 | Marco Massa                             | Come un tuareg                              |                      |                              |
| X        | 1999 | Stefano Piccagliani                     | Vivo                                        |                      |                              |
| X        | 1999 | Stefano Dell'Armellina                  | Fiato corto                                 |                      |                              |
| X        | 1999 | Evomedio                                | A4                                          |                      |                              |
| X        | 1999 | Muzzikasurda                            | Amore di emergenza, amore di fortuna        |                      |                              |
| X        | 1999 | Scraps Orchestra                        | Autovelox (cose che capitano)               |                      |                              |
| XI       | 2000 | Stefano Dall'Armellina                  | Fiato corto                                 | Addosso agli scalini | Vento di Sud                 |
| XI       | 2000 | Stefano Dall'Armellina                  | Fiato corto                                 | Tomaso Romani        | Spot                         |
| XII      | 2001 | Alessia D'Andrea                        | Per la mia strada                           | Paola Angeli         | Col violino a piedi nudi     |
| XIII     | 2002 | Suddando                                | Suli                                        | Patrizia Laquidara   | Agisce                       |
| XIV      | 2003 | Povia                                   | Mia sorella                                 | Acustimantico        | Lotta di classe d'amore      |
| XV       | 2004 | Giua                                    | Petali e mirto                              | Federico Sirianni    | Alle 7 di sera               |
| XVI      | 2005 | Simone Cristicchi                       | Studentessa universitaria                   | Simone Cristicchi    | Studentessa universitaria    |
| XVII     | 2006 | Davide de Gregorio                      | Il frutto proibito                          | Gianluca Massaroni   | Le case in costruzione       |
| XVIII    | 2007 | Pilar                                   | Gente che resta                             | Pilar                | Gente che resta              |
| XIX      | 2008 | Folco Orselli                           | L'amore ci sorprende                        | Folco Orselli        | L'amore ci sorprende         |
| XX       | 2009 | Giovanni Block                          | L'aquilone                                  | Cordepazze           | Sono morto da 5 minuti       |
| XXI      | 2010 | Serena Ganci                            | Addio                                       | Andrea Epifani       | Tzigano della badante        |
| XXII     | 2011 | Romeus                                  | Caviglie stanche                            | Romeus               | Caviglie stanche             |
| XXIII    | 2012 | L'Orage                                 | Queste ferite sono verdi                    | L'Orage              | Queste ferite sono verdi     |
| XXIV     | 2013 | Alessio Arena                           | Tutto quello che so dei satelliti di Urano  | Alice Clarini        | Meno di zero                 |
| XXV      | 2014 | Dante Francani                          | Tuta blu                                    | Cordepazze           | La rivoluzione               |
| XXVI     | 2015 | Gianmarco Dottori                       | Dannata felicità                            | Chiara dello Iacovo  | Soldatino                    |
| XXVII    | 2016 | Gianfrancesco Cataldo                   | Marta                                       | Mimosa Campironi     | Fame d'aria                  |
| XXVIII   | 2017 | Mirkoeilcane                            | Per fortuna                                 | Francesca Sarasso    | Non c'incontriamo mai        |
| XXIX     | 2018 | Davide Zilli                            | Coinquilini                                 | Marco Greco          | Abbiamo vinto noi            |
| XXX      | 2019 | Francesco Lettieri                      | La mia nuova età                            | Enzo Savastano       | Le mogli dei cantanti famosi |
| XXXI     | 2020 | Fabio Curto                             | Domenica                                    | Blindur              | Invisibile agli occhi        |
| XXXII    | 2021 | The Jab                                 | Giovani Favolosi                            | Mille                | La radio                     |
| XXXIII   | 2022 | Yosh Whale                              | Inutile                                     | Isotta               | Palla avvelenata             |
| XXXIV    | 2023 | Santamarea                              | Santamarea                                  | Santamarea           | Santamarea                   |
| XXXV     | 2024 | Anna Castiglia                          | Ghali                                       | Eugenio Sournia      | Il cielo                     |

## Edizioni

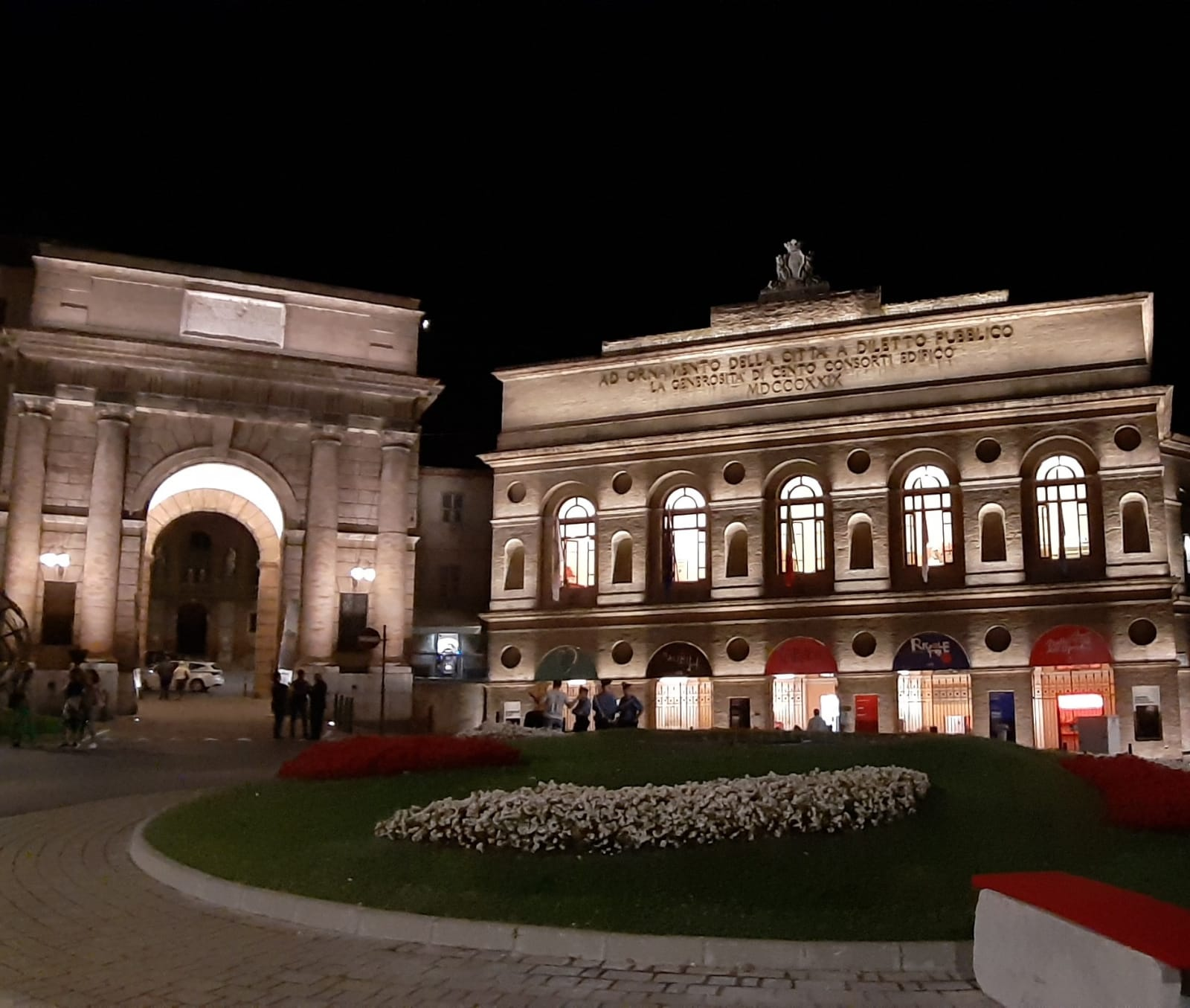
Lo Sferisterio di Macerata.

| Edizione | Anno | Conduttore                                            | Direzione artistica             | Canale    | Canale                                  | Canale                                  | Canale      | Canale                   | Canale  | Sede                    |
| Edizione | Anno | Conduttore                                            | Direzione artistica             | TV        | TV                                      | TV                                      | Radio       | Radio                    | Radio   | Sede                    |
| -------- | ---- | ----------------------------------------------------- | ------------------------------- | --------- | --------------------------------------- | --------------------------------------- | ----------- | ------------------------ | ------- | ----------------------- |
| 1ª       | 1990 | Alessandra Vanzi                                      | Piero Cesanelli e Vanni Pierini |           |                                         |                                         | Rai Radio 1 |                          | Diretta | Nuovo Cinema - Recanati |
| 2ª       | 1991 | Fabrizio Zampa                                        | Piero Cesanelli e Vanni Pierini |           | Bocciofila "Policentro 2000" - Recanati |                                         | Rai Radio 1 |                          | Diretta |                         |
| 3ª       | 1992 | Fabrizio Zampa                                        | Piero Cesanelli e Vanni Pierini |           | Bocciofila "Policentro 2000" - Recanati |                                         | Rai Radio 1 |                          | Diretta |                         |
| 4ª       | 1993 | Fabrizio Zampa                                        | Piero Cesanelli e Vanni Pierini |           | Bocciofila "Policentro 2000" - Recanati |                                         | Rai Radio 1 |                          | Diretta |                         |
| 5ª       | 1994 | Fabrizio Zampa                                        | Piero Cesanelli e Vanni Pierini |           | Bocciofila "Policentro 2000" - Recanati |                                         | Rai Radio 1 |                          | Diretta |                         |
| 6ª       | 1995 | Michele Cucuzza                                       | Piero Cesanelli e Vanni Pierini | Rai 2     | Bocciofila "Policentro 2000" - Recanati | Differita                               | Rai Radio 1 |                          | Diretta |                         |
| 7ª       | 1996 | Michele Cucuzza                                       | Piero Cesanelli e Vanni Pierini | Rai 2     | Bocciofila "Policentro 2000" - Recanati | Differita                               | Rai Radio 1 |                          | Diretta |                         |
| 8ª       | 1997 | Benedetta Mazzini e Massimiliano Pani                 | Piero Cesanelli e Vanni Pierini | Rai 2     | Diretta                                 | Piazza Giacomo Leopardi - Recanati      | Rai Radio 1 |                          | Diretta |                         |
| 9ª       | 1998 | Bruno Gambarotta, David Riondino e Gaia De Laurentiis | Piero Cesanelli e Vanni Pierini | Rai 2     | Diretta                                 | Piazza Giacomo Leopardi - Recanati      | Rai Radio 1 |                          | Diretta |                         |
| 10ª      | 1999 | Paola Maugeri, Roberto Vecchioni e David Riondino     | Piero Cesanelli e Vanni Pierini | Rai 2     | Differita                               | Piazza Giacomo Leopardi - Recanati      | Rai Radio 1 |                          | Diretta |                         |
| 11ª      | 2000 | Paola Maugeri e Pippo Baudo                           | Piero Cesanelli e Vanni Pierini | Stream TV | Diretta                                 | Piazza Giacomo Leopardi - Recanati      | Rai Radio 1 |                          | Diretta |                         |
| 12ª      | 2001 | Paola Maugeri e Massimo Cotto                         | Piero Cesanelli                 | Stream TV | Differita                               | Bocciofila "Policentro 2000" - Recanati | Rai Radio 1 |                          | Diretta |                         |
| 13ª      | 2002 | Piero Chiambretti e Massimo Cotto                     | Piero Cesanelli                 | Stream TV | Differita                               | Bocciofila "Policentro 2000" - Recanati | Rai Radio 1 |                          | Diretta |                         |
| 14ª      | 2003 | Massimo Cotto e Alba Parietti                         | Piero Cesanelli                 |           |                                         | Bocciofila "Policentro 2000" - Recanati | Rai Radio 1 |                          | Diretta |                         |
| 15ª      | 2004 | Umberto Broccoli e Carlotta Tedeschi                  | Piero Cesanelli                 | Rai 3     | Differita                               | Bocciofila "Policentro 2000" - Recanati | Rai Radio 1 |                          | Diretta |                         |
| 16ª      | 2005 | Corrado Tedeschi, Carlotta Tedeschi e Vira Carbone    | Piero Cesanelli                 |           |                                         | Sferisterio di Macerata                 | Rai Radio 1 |                          | Diretta |                         |
| 17ª      | 2006 | Vira Carbone e Enzo Decaro                            | Piero Cesanelli                 | Rai 2     | Differita                               | Sferisterio di Macerata                 | Rai Radio 1 |                          | Diretta |                         |
| 18ª      | 2007 | Vira Carbone e Enzo Decaro                            | Piero Cesanelli                 |           |                                         | Sferisterio di Macerata                 | Rai Radio 1 |                          | Diretta |                         |
| 19ª      | 2008 | Daniele Bossari                                       | Piero Cesanelli                 | Rai Extra | Differita                               | Sferisterio di Macerata                 | Rai Radio 1 |                          | Diretta |                         |
| 20ª      | 2009 | Fabrizio Frizzi                                       | Piero Cesanelli                 | Rai Extra | Differita                               | Sferisterio di Macerata                 | Rai Radio 1 |                          | Diretta |                         |
| 21ª      | 2010 | Fabrizio Frizzi                                       | Piero Cesanelli                 | Rai 1     | Differita                               | Sferisterio di Macerata                 | Rai Radio 1 |                          | Diretta |                         |
| 22ª      | 2011 | Fabrizio Frizzi                                       | Piero Cesanelli                 | Rai 2     | Differita                               | Sferisterio di Macerata                 | Rai Radio 1 |                          | Diretta |                         |
| 23ª      | 2012 | Fabrizio Frizzi                                       | Piero Cesanelli                 | Rai 2     | Differita                               | Sferisterio di Macerata                 | Rai Radio 1 |                          | Diretta |                         |
| 24ª      | 2013 | Fabrizio Frizzi                                       | Piero Cesanelli                 | Rai 5     | Differita                               | Sferisterio di Macerata                 | Rai Radio 1 |                          | Diretta |                         |
| 25ª      | 2014 | Fabrizio Frizzi                                       | Piero Cesanelli                 |           |                                         | Sferisterio di Macerata                 | Rai Radio 1 |                          | Diretta |                         |
| 26ª      | 2015 | Fabrizio Frizzi                                       | Piero Cesanelli                 |           |                                         | Sferisterio di Macerata                 | Rai Radio 1 |                          | Diretta |                         |
| 27ª      | 2016 | Fabrizio Frizzi                                       | Piero Cesanelli                 |           |                                         | Sferisterio di Macerata                 | Rai Radio 1 |                          | Diretta |                         |
| 28ª      | 2017 | Fabrizio Frizzi                                       | Piero Cesanelli                 | Rai 1     | Diretta                                 | Sferisterio di Macerata                 | Rai Radio 1 |                          | Diretta |                         |
| 29ª      | 2018 | Metis Di Meo, John Vignola e Gianmaurizio Foderaro    | Piero Cesanelli                 | Rai 3     | Diretta Facebook                        | Sferisterio di Macerata                 | Rai Radio 1 | Rai Radio Tutta Italiana | Diretta |                         |
| 29ª      | 2018 | Metis Di Meo, John Vignola e Gianmaurizio Foderaro    | Piero Cesanelli                 | Rai 3     | Differita                               | Sferisterio di Macerata                 | Rai Radio 1 | Rai Radio Tutta Italiana | Diretta |                         |
| 30ª      | 2019 | Natasha Stefanenko e Enrico Ruggeri                   | Piero Cesanelli                 | Rai 3     | Diretta Facebook e in differita         | Sferisterio di Macerata                 | Rai Radio 1 |                          | Diretta |                         |
| 31ª      | 2020 | Enrico Ruggeri                                        | Ezio Nannipieri                 | Rai 2     | Diretta Facebook e in differita         | Sferisterio di Macerata                 | Rai Radio 1 |                          | Diretta |                         |
| 32ª      | 2021 | Enrico Ruggeri e Veronica Maya                        | Ezio Nannipieri                 | Rai 2     | Diretta Facebook e in differita         | Sferisterio di Macerata                 | Rai Radio 1 |                          | Diretta |                         |
| 33ª      | 2022 | Enrico Ruggeri e Veronica Maya                        | Ezio Nannipieri                 | Rai 2     | Diretta Facebook e in differita         | Sferisterio di Macerata                 | Rai Radio 1 |                          | Diretta |                         |
| 34ª      | 2023 | Flavio Insinna e Carolina Di Domenico                 | Ezio Nannipieri                 | Rai 2     | Diretta Facebook e in differita         | Sferisterio di Macerata                 | Rai Radio 1 | Rai Italia               | Diretta |                         |
| 35ª      | 2024 | Paola Turci e Carolina Di Domenico                    | Ezio Nannipieri                 |           | Diretta Facebook e in differita         | Sferisterio di Macerata                 | Rai Radio 1 |                          | Diretta |                         |

### Conduttori per numero di edizioni
| Edizioni | Conduttore |
| -------- | --- |
| 9        | - Fabrizio Frizzi |
| 4        | - Fabrizio Zampa - Enrico Ruggeri |
| 3        | - Massimo Cotto - Paola Maugeri |
| 2        | - Michele Cucuzza - David Riondino - Carlotta Tedeschi - Vira Carbone - Veronica Maya - Carolina Di Domenico |
| 1        | - Pippo Baudo - Piero Chiambretti - Massimiliano Pani - Enzo Decaro - Corrado Tedeschi - Umberto Broccoli - Alessandra Vanzi - Bruno Gambarotta - Gaia De Laurentiis - Daniele Bossari - Alba Parietti - Benedetta Mazzini - Metis Di Meo - John Vignola - Gianmaurizio Foderaro - Natasha Stefanenko - Flavio Insinna - Paola Turci |

## Ospiti
Di seguito sono riportati gli ospiti che hanno preso parte a Musicultura nei vari anni:
| Edizione | Anno | |
| -------- | ---- | --- |
| 1        | 1990 | Edoardo De Angelis, Umberto Bindi, Ernesto Bassignano, Teresa De Sio, Sergio Endrigo, Mauro Pagani, Stefano Rosso, Enrico Ruggeri, Maurizio Cucchi, Valerio Magrelli, David Riondino, Amelia Rosselli |
| 2        | 1991 | Angelo Branduardi, Dario Bellezza, Maurizio Cucchi, Giovanni Giudici, Valerio Magrelli, Nelo Risi, Amelia Rosselli, Jean Binta Breeze, Arsen Dedić, Linton Kwesi Johnson, Toquinho, Pierangelo Bertoli, Cristiano De André, Fabrizio De André, Teresa De Sio, Sergio Endrigo, Enzo Gragnaniello, Enzo Jannacci, Mimmo Locasciulli, Mauro Pagani, Enrico Ruggeri |
| 3        | 1992 | Abraham Afewerki, Claudio Baglioni, Edoardo De Angelis, Paola Turci, Jorge Ben Jor, Nicola Arigliano, Piccola Orchestra Avion Travel, Francesco Baccini, Massimo Bubola, Cristiano De André, Teresa De Sio, Ricky Gianco, Il Trillo, Kaballà, Max Manfredi, Mariella Nava, Nino Pavone, Nicola Piovani, Sud Sound System, Tazenda, Dario Bellezza, Vivian Lamarque, Valerio Magrelli, Dacia Maraini, Nelo Risi, Amelia Rosselli, Valentino Zeichen |
| 4        | 1993 | Alessio Bertallot, Almamegretta, Ambrogio Sparagna, Angelo Branduardi, Piccola Orchestra Avion Travel, Franco Battiato, Paolo Belli, Roberto Cacciapaglia, Mario Castelnuovo, Daniela Colace, Marina Conti, Maria D'Azzo, Cristiano De André, Sergio Endrigo, Carlo Fava, Eugenio Finardi, Daniele Fossati, Max Manfredi, Mau Mau, Marcello Murru, Mauro Pagani, Elga Paoli, Popoli-Dalpane ensemble, Angelo Ruggiero, Tazenda, Patrizio Trampetti, Gerardina Trovato, Maldita Vecindad, Dario Bellezza, Biancamaria Frabotta, Vivian Lamarque, Valerio Magrelli, Amelia Rosselli, Valentino Zeichen |
| 5        | 1994 | Ambrogio Sparagna, Angelo Branduardi, Claudio Lolli, Paolo Ruffilli, Bob Geldof, Artur-H, Audio 2, Baraonna, Stefano Belluzzi, Umberto Bindi, Blindosbarra, Flavio Brunetti, Massimo Bubola, Clan Destino, Lucio Dalla, Teresa De Sio, Gang, Zazà Gargano, Stefano Palladini, Amalia Gré, Enzo Gragnaniello, Frankie hi-nrg mc, Giovanni Imparato, Kunsertu, Luciano Ligabue, Rosa Martirano, Mau Mau, Modena City Ramblers, Ezio Nannipieri, Mariella Nava, Negrita, Giancarlo Parisi, Gabriella Pascale, Nino Pavone, Antonello Ricci, Renato Salvetti, Andy Surdi, Têtes de Bois, Tosca, Gerardina Trovato, Roberto Vecchioni, Yo Yo Mundi, Attilio Zanchi, Renzo Zenobi, Pasquale Ziccardi, Vincenzo Zitello, Maurizio Cucchi, Gianni D'Elia, Biancamaria Frabotta, David Riondino                 |
| 6        | 1995 | Agricantus, Al Darawish, Piccola Orchestra Avion Travel, Francesco Baccini, Flavio Brunetti, Endiade, Erz, Tiziano Gerosa, Oliviero Malaspina, Massimo Volume, Nada, Gianna Nannini, Panta rei, Claudia Pastorino, Lorenzo Riccardi, Sensasciou, Tamburi di Brà, Têtes de Bois, Trobaires Coumboscuro, Fabio Valenzano, Roberto Vecchioni, Voci Atroci, Joan Armatrading, Sinéad O'Connor, John Trudell, Maurizio Cucchi, Gianni D'Elia, Biancamaria Frabotta, Vivian Lamarque, Valerio Magrelli, David Riondino |
| 7        | 1996 | Africa Unite, Andrea Chimenti, Claudio Baglioni, Addosso agli scalini, Andreasbanda, AnnA, Michele Ascolese, Bandabardò, Dodi Battaglia, Stefano Belluzzi, Blindosbarra, Massimo Bubola, Antonio Cistellini, Maurizio Colonna, Carmen Consoli, Giorgio Cordini, Armando Corsi, Teresa De Sio, Estra, Beppe Fornaroli, Fratelli di Soledad, Luciano Ligabue, Antonio Lombardi, Lotlorien, Lou Dalfin, Matrilineare, Franco Mussida, Pietro Nobile, Noir, Nuove Tribù Zulu, GianCarlo Onorato, Original Slammer Band, Gino Paoli, Daniele Sepe, Pitura Freska, Prozac+, Antonella Ruggiero, Daniele Silvestri, Maurizio Solieri, Tenores di Bitti "Mialinu Pira", Grazia Verasani, Luis Bacalov, Baden Powell de Aquino, Vincenzo Cerami, Gianni D'Elia, Vivian Lamarque, David Riondino, Paolo Ruffilli |
| 8        | 1997 | 99 Posse, Alex Baroni, Alice, Ambrogio Sparagna, Andrea Chimenti, Addosso agli scalini, Francesco Baccini, Giuseppe Bip Gismondi, Flavio Brunetti, Vinicio Capossela, Cecilia Chailly, Luigi Cilumbriello, Riccardo Cocciante, Giorgio Cordini, Teresa De Sio, Niccolò Fabi, Carlo Faiello, Eugenio Finardi, Gang, C.tà Il ponte di Nisida, Enzo Jannacci, Litfiba, Matrilineare, Mauro Pagani, Marco Parente, PFM, Lorenzo Riccardi, Scisma, Speaker Cenzou, Stadio, Gianmaria Testa, Têtes de Bois, Virginiana Miller, Vox Populi, Marc Simon Corman, Suzanne Vega, Maurizio Cucchi, Biancamaria Frabotta, Vivian Lamarque, Alda Merini, Umberto Piersanti, Gregorio Scalise, Ricky Tognazzi, Zenîma                                                                                                 |
| 9        | 1998 | 99 Posse, Afterhours, Alessio Bertallot, Almamegretta, Claudio Baglioni, Bruno Gambarotta, Vivian Lamarque, Alda Merini, Valentino Zeichen, Ensemble Egschiglen, Tanita Tikaram, Carla Boni, Flavio Brunetti, Luca Carboni, Marcello Colasurdo, Carmen Consoli, Nino D'Angelo, Niccolò Fabi, Max Gazzè, Luca Ghielmetti, Gianluca Grignani, Nuova Compagnia di Canto Popolare, Paola e Chiara, Antonella Ruggiero, Snaporaz, Subsonica, Üstmamò, Roberto Vecchioni, Mario Venuti |
| 10       | 1999 | Angelo Branduardi, Fernando Acitelli, Alda Merini, Umberto Piersanti, David Riondino, Luz Casal, Miriam Makeba, Sajncho Namčylak, Leda Battisti, Edoardo Bennato, Loredana Bertè, Umberto Bindi, Carmen Consoli, Gianna Nannini, Puertorico, Quintorigo, Antonella Ruggiero |
| 11       | 2000 | Alessio Bonomo, Patrizia Cavalli, Maurizio Cucchi, Gianni D'Elia, Umberto Piersanti, Meira Asher, António Chainho, Farafina, Jaipur Kawa Brass Band, Piccola Orchestra Avion Travel, Stefano Bollani, Luca Carboni, Carmen Consoli, Francesco Di Giacomo, Ginevra Di Marco, Elisa, Eugenio Finardi, Max Gazzè, Nada, Mariella Nava, Marco Poeta, Ron, Riccardo Sinigallia, Tiromancino, Michele Zarrillo |
| 12       | 2001 | Anggun, Alessio Bonomo, Giuseppe Conte, Lina Sastri, Samuele Bersani, Max Gazzè, Gino Paoli, Puertorico, Tammurriata di Scafati, Tricarico, Paola Turci, Üstmamò |
| 13       | 2002 | Alex Britti, Ornella Vanoni, Antonella Anedda, Silvia Caratti, Vincenzo Cerami, Dacia Maraini, Umberto Piersanti, Adamo, Bana, Madredeus, Argentina Santos, Francesco Baccini, Peppe Consolmagno, Francesco Di Giacomo, Eugenio Finardi, Gang, Gianluca Grignani, Marco Poeta, Dino Siani, Gino Paoli, Fernanda Pivano |
| 14       | 2003 | Angelo Branduardi, Giovanna Bemporad, Mimmo Càndito, Solomon Burke, Natalio Mangalavite, Michele Ascolese, Piccola Orchestra Avion Travel, Vinicio Capossela, Corale Lauretana, Di Lello Big Band, Niccolò Fabi, Eugenio Finardi, Hotel Rif, Patrizia Laquidara, Oliviero Malaspina, Miranda Martino, Negrita, Anna Oxa, Dino Siani |
| 15       | 2004 | Antonello Venditti, Luciano Ligabue, Fernanda Pivano, Amalia Gré, Ennio Cavalli, Piera Degli Esposti, Enzo Gentile, Roberto Pazzi, Isa Grace, Edoardo Bennato, Daniele Bonora, Bungaro, D-Rad (Almamegretta), Lucio Dalla, Mariano Deidda, Francesco Di Giacomo, Carlo Fabbri, Enzo Jannacci, Paolo Jannacci, Orchestra di piazza Vittorio, Pacifico, Patty Pravo |
| 16       | 2005 | Morgan, Teresa De Sio, Cousteau, Enzo Decaro, Dacia Maraini, Neri Marcorè, Marco Palladini, Elio Pecora, Fernanda Pivano, Noa, Enzo Avitabile, Ernesto Bassignano, Edoardo Bennato, Sergio Cammariere, Marcello Colasurdo, Maria e Giulio Fanuele, Fiorello, Ivano Fossati, Lautari, Povia, Raiz, Massimo Ranieri, Antonella Ruggiero, Gianmaria Testa |
| 17       | 2006 | Fiorella Mannoia, Claudio Baglioni, Daniele Silvestri, Ennio Rega, Ron, Amedeo Minghi, Maurizio Cucchi, Duo Duo, Luciano Erba, Vivian Lamarque, Mang Ke, Maria Luisa Spaziani, Patrizia Valduga, Valentino Zeichen, Charlie Wood, Morin Khuur Ensemble, Simona Bencini, Carmen Consoli, Mondine di Novi, Simone Cristicchi, Lucio Dalla, Niccolò Fabi, Funkoff, Roberto Kunstler, Lautari, Pietra Montecorvino, Nada, Clem Sacco, Mario Venuti |
| 18       | 2007 | Franco Battiato, Fleur Jaeggy, Neri Marcorè, Sara Ventroni, Valentino Zeichen, Urna Chahar-Tugchi, Hevia, Teresa Salgueiro, Franco Battiato, Loredana Bertè, Bungaro, Nino Buonocore, Lino Cannavacciuolo, Luca Carboni, Enzo Carella, Luigi Cinque, Andrea Mingardi, Nomadi, Massimo Ranieri, Ornella Vanoni, Roberto Vecchioni |
| 19       | 2008 | Irene Grandi, Stefano Bollani, Baustelle, Le Vibrazioni, Peppino di Capri, Roberto Vecchioni, Mariangela Gualtieri, Odetta, Mario Biondi, Coro Monte Peralba, Mariano Deidda, Giovanni Giusto, Enzo Jannacci, Paolo Jannacci, La Crus, Marlene Kuntz, Pilar |
| 20       | 2009 | Paola Turci, Alice, Joumana Haddad, Beatrice Antolini, Matthew Lee, Lello Voce, Ettore Scola, Sergio Zavoli, Donovan, Banco del Mutuo Soccorso, Vinicio Capossela, Coro dei Minatori di S. Fiora, Simone Cristicchi, Cristiano De André, Irene Grandi, New Trolls, Premiata Forneria Marconi, Gocoo |
| 21       | 2010 | Negrita, Gino Paoli, Giusy Ferreri, Gad Lerner, Gianni Bonagura, Mariangela Gualtieri, Paola Minaccioni, Lina Wertmüller, Kila, Elliot Murphy, Dik Dik, Ginevra Di Marco, Mannarino, Stadio |
| 22       | 2011 | Fiorella Mannoia, Enrico Ruggeri, Patty Pravo, Davide Van De Sfroos, Giuliano Palma & the Bluebeaters, Amii Stewart, Lunetta Savino, Afterhours, Angelo Branduardi, Pilar, Orsetta Foà, Arnoldo Foà, Pupi Avati, The Quartetto Euphoria, Lina Sastri, Le Rivoltelle |
| 23       | 2012 | Noemi, Syria, Francesco De Gregori, Pino Daniele, Fabio Concato, Pacifico, Marco Ferradini, Alex Britti, Stefano Di Battista, Chiara Civello, Enzo Avitabile, Alessandro Benvenuti, Maram al-Masri, Mark Strand, Jethro Tull's Ian Anderson, Paolo Villaggio |
| 24       | 2013 | Antonello Venditti, Giorgio Faletti, Arisa, Valerio Magrelli, TaranProject, Neffa, Lillo & Greg, Marta sui Tubi, Renzo Rubino, Francesco Guccini, Mariella Nava, José Feliciano, Danilo Sacco, Franca Valeri, Tangeri Café Orchestra |
| 25       | 2014 | radio.string.quartet.vienna, Area, Perturbazione, Luca Carboni, Tiromancino, Simona Molinari, Mango, Tiziana Cera Rosco, Premiata Forneria Marconi, Le luci della centrale elettrica, Yang Lian, Dulce Pontes, Maria Angela Spotorno, Gino Paoli, Premiata Forneria Marconi, Tony Esposito, Andrea Lucchi, Danilo Rea |
| 26       | 2015 | Roberto Vecchioni, Niccolò Fabi, Banco del Mutuo Soccorso, Vinicio Capossela, GnuQuartet, Francesca Michielin, Chiara, Oblivion, Xiao He, Guido Catalano, Francesca Prestia, Syria, Amara, Brunori Sas |
| 27       | 2016 | Gianna Nannini, Edoardo Bennato, Eugenio Finardi, Francesco Gabbani, Chiara Dello Iacovo, Simone Cristicchi, Nino Frassica, James Senese |
| 28       | 2017 | Barcelona Gipsy balKan Orchestra, Teresa De Sio, Ermal Meta, Simona Molinari, Giorgia, Daniele Sepe presenta Capitan Capitone e i Fratelli della Costa, La Rappresentante di Lista, Lucio Corsi, Fausta Truffa con il Coro dell'Università di Macerata, Guido Catalano, Simone Cristicchi, Decibel, Ron, Matthew Lee, Roberto Vecchioni |
| 29       | 2018 | Lo Stato Sociale, Mirkoeilcane, Procol Harum, Willie Peyote, Ron Padgett, Adriana Asti, Gianni Amelio, Brunori Sas, Sergio Cammariere, Malika Ayane, Dori Ghezzi, Alberto Radius, Mimmo Locasciulli |
| 30       | 2019 | Morgan, Sananda Maitreya, Premiata Forneria Marconi, Daniele Silvestri e Rancore, Quintetto Astor Piazzolla, The Andrè, Roma Philharmonic Orchestra, Angélique Kidjo, Giordano Bruno Guerri, Carlotta Natoli, The Beatbox, Coma Cose |
| 31       | 2020 | Asaf Avidan, Tosca, Francesco Bianconi, Roberto Vecchioni, Pinguini Tattici Nucleari, Bandakadabra, Massimo Ranieri, Lucilla Giagnoni, Antonio Rezza, Gruppo Ocarinistico Budriese, Bruno Tognolini |
| 32       | 2021 | Subsonica, Ermal Meta, Marisa Laurito, La Rappresentante di Lista, Michele D’Andrea, Gianmaria Coccoluto, Irene Grandi, Luciano Ganci, Ron |
| 33       | 2022 | Litfiba, Ditonellapiaga, Violons Barbares, DakhaBrakha, Angelo Branduardi, Manuel Agnelli, Emiliana Torrini & The Colorist Orchestra, Gianluca Grignani, Silvana Estrada, Ilaria Pilar Patassini |
| 34       | 2023 | Dardust, Ermal Meta, Santi Francesi, Fabio Concato, Paola Turci, Simone Cristicchi, Amara, Mogol, Rachele Andrioli e Coro Coro, Gianmarco Carroccia |
| 35       | 2024 | Diodato,Enzo Avitabile, Serena Brancale, Marcin, Alessandro Bianchi e Filippo Graziani |